# Urspring (Hirschau)
Urspring in der Gemarkung Steiningloh ist ein Gemeindeteil der Stadt Hirschau im Landkreis Amberg-Sulzbach in der Oberpfalz in Bayern.

## Geschichte
Im Mittelalter gehörte Urspring nicht wie heute zu Hirschau, sondern zur Vogtei Vilseck und damit zu bambergischem Gebiet. Die Vogtei Vilseck war in drei Gerichte unterteilt, das obere oder Hahnbacher Gericht, das Gebenbacher Gericht und das untere oder Poppenrichter Gericht, auch Bauernrecht oberhalb Amberg oder unterhalb des Erzbergs genannt. Urspring gehörte zum Gericht Gebenbach.
Am 1. Januar 1972 wurde der Ort von Mimbach, das Hahnbach zugeschlagen wurde, nach Hirschau umgemeindet.

## Verkehr
Das Dorf Urspring erreicht man über die Staatsstraße 2238. Zwischen Hirschau und Amberg führt eine Abzweigung nach Krondorf.
An den öffentlichen Nahverkehr ist Urspring angebunden über die Buslinie 55 der RBO zwischen Amberg und Weiden über Schnaittenbach (VGN-Linie 455).
Die nächstgelegene Bahnstation ist der Bahnhof Amberg in zwölf Kilometern Entfernung.